# Ma Lâm
Ma Lâm là thị trấn huyện lỵ cũ của huyện Hàm Thuận Bắc, tỉnh Bình Thuận, Việt Nam.
Hàm Thuận là một xã thuộc tỉnh  Lâm Đồng, Việt Nam

## Địa lý
Thị trấn Ma Lâm có diện tích 15,5 km², dân số năm 1999 là 13.391 người, mật độ dân số đạt 864 người/km².
Thị trấn cách thành phố Phan Thiết khoảng 14 km về hướng bắc theo Quốc lộ 28. 

## Lịch sử
Trước đây, Ma Lâm là một xã thuộc huyện Hàm Thuận Bắc.
Ngày 15 tháng 6 năm 1999, Chính phủ ban hành Nghị định 37/1999/NĐ-CP Theo đó, thành lập thị trấn Ma Lâm, thị trấn huyện lỵ huyện Hàm Thuận Bắc trên cơ sở toàn bộ diện tích, dân số của xã Ma Lâm.
Thị trấn Ma Lâm có 1.550 ha diện tích tự nhiên và 11.890 nhân khẩu.

## Hành chính
Thị trấn Ma Lâm được chia thành 3 khu phố: 1, 2, 3.
Cư dân chủ yếu ở thị trấn là người Kinh và người Chăm. Người Kinh thường sống ở khu phố 1 và 2 còn người Chăm sống tập trung ở khu phố 3. 

## Kinh tế
Ngành kinh tế chính của thị trấn là nông nghiệp, ngoài ra còn có kinh doanh và dịch vụ.
Trên địa bàn thị trấn có Đường sắt Bắc Nam đi qua ga Ma Lâm, Quốc lộ 28 nối từ Phan Thiết lên Lâm Đồng.